# テルロシステイン
テルロシステイン(Tellurocysteine, Te-Cys)はアミノ酸の1つで、それぞれ側鎖中の酸素、硫黄、セリンをテルルで置換した、セリン、システイン、セレノシステインのアナログである。天然の生物中には見られない。
恐らく、炭素との結合エネルギーが低いために（セレンの234 kJ/mol、硫黄の272 kJ/molに対して200 kJ/mol）、テルロシステインは既知の生物は持っておらず、そのためセレノシステインと比べると研究が進んでいない。一方、Aspergillus fumigatus等の特定の菌類は、硫黄のない環境では、テルロシステインやテルロメチオニンをタンパク質に取り込むことができる。
グルタチオン-S-トランスフェラーゼに取り込まれた場合、テルロシステインはアミノアシル化を効率的に阻害し、グルタチオンペルオキシダーゼの効率を高める。

## 合成
L-テルロシステインは、テルル元素を水素化トリエチルホウ素リチウムの存在下、テトラヒドロフラン溶媒中でメチル(2R)-2-[(tert-ブトキシカルボニル)アミノ]-3-ヨードプロピオン酸と反応させることで得る。生成した赤色の油分をアルカリで処理し、さらにクエン酸で処理してpH4.0にする。濾過して乾燥すると、橙色の固体が得られる。